# Тюрін Михайло Владиславович
Тюрін Михайло Владиславович (нар. 2 березня 1960, Коломна) — льотчик-космонавт, Герой Російської Федерації, командир корабля «Союз ТМА-9», бортінженер МКС, фотограф.

## Біографія
Народився в місті Коломні Московської області.
У 1984 році закінчив Московський авіаційний інститут кафедру 608 «Проектування аерогідрокосмічних систем». З 1984 року працює у ВАТ «РКК» Енергія «імені С. П. Корольова» на посаді інженера, старшого інженера, провідного інженера. Аспірант, персональні наукові дослідження спрямовані на питання, які перебувають на стику психологічної та технічної проблематики ручного керування рухом космічних апаратів.
У загін космонавтів ВАТ «РКК» Енергія «імені С. П. Корольова» зарахований в жовтні 1994 року. З жовтня 1994 року по лютий 1996 року пройшов курс загальнокосмічної підготовки. Кваліфікацію космонавта-випробувача отримав у березні 1996 року
У період з 10 серпня по 17 грудня 2001 року виконав 128-добовий космічний політ на МКС як бортінженер екіпажу третьої основної експедиції.
Пройшов підготовку до космічного польоту як командир основного екіпажу корабля «Союз ТМА-9» і бортінженер чотирнадцятої основної експедиції МКС.
Указом Президента Російської Федерації від 12 квітня 2003 року удостоєний звання Героя Російської Федерації з формулюванням: «За мужність і героїзм, проявлені при здійсненні космічного польоту на Міжнародній космічній станції». У той же день іншим Указом Тюріну було присвоєно звання «Льотчик-космонавт Російської Федерації».

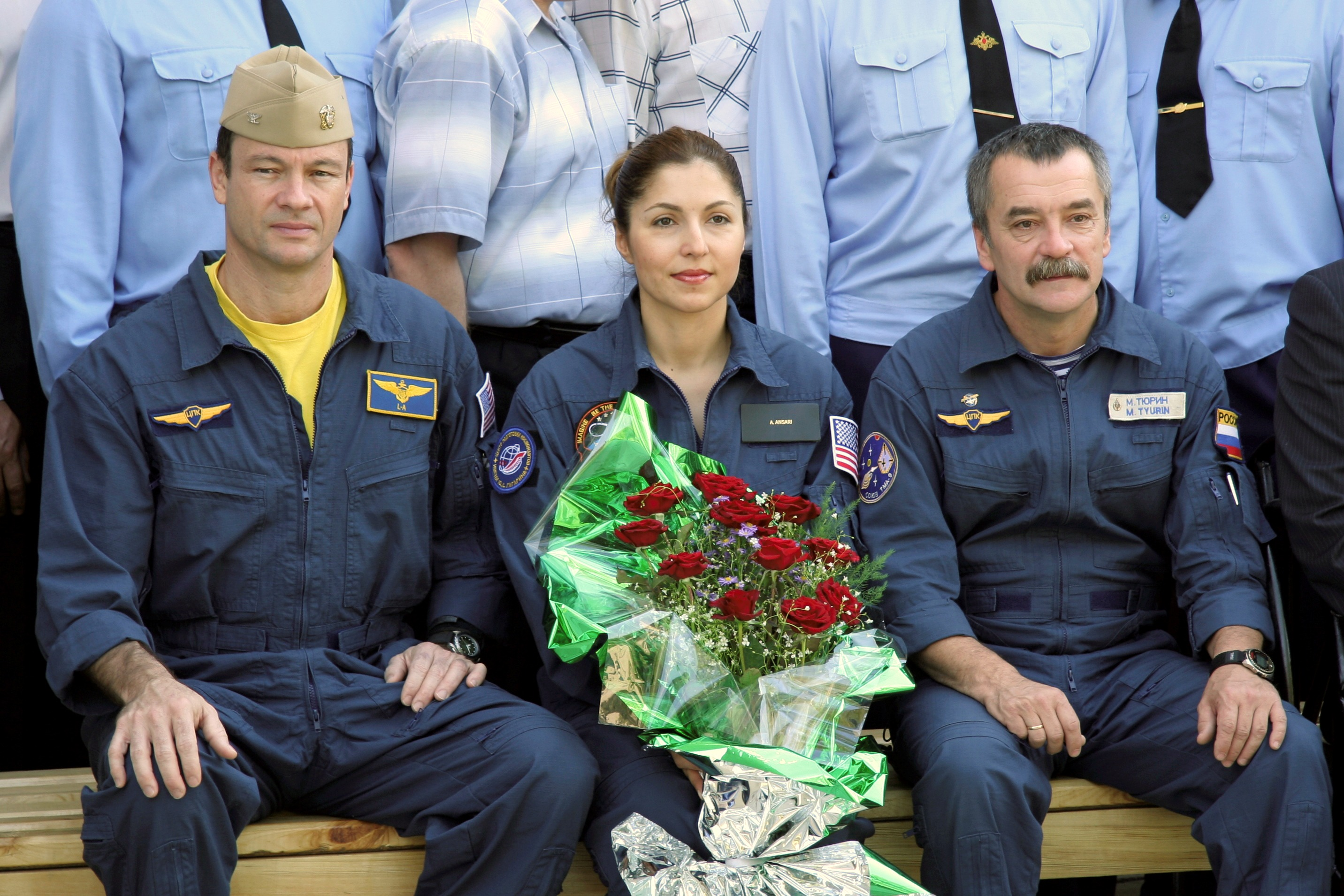
Екіпаж «Союзу ТМА-9»: Лопес-Алегрія, Ансарі, Тюрін.

У 2006 році в ранзі капітана здійснив другий політ на кораблі «Союз ТМА-9» з екіпажем: Лопес-Алегрія, Ансарі, Тюрін
У листопаді 2006 року здійснив удар ключкою по м'ячику під час виходу у відкритий космос.
Після другої космічної експедиції Михайло Тюрін брав участь в експедиції в Антарктику, організовану асоціацією «Студенти на льоду».
У жовтні 2009 року в Центральному будинку художника пройшла персональна фотовиставка космонавта «Земля: вид згори».